# Elizabethtown (hrabstwo Essex)
Elizabethtown – jednostka osadnicza w Stanach Zjednoczonych, w stanie Nowy Jork, w hrabstwie Essex.